# KF1
KF1 är den högsta tävlingsklassen inom gokart eller karting och körs med 125 cc vattenkylda tvåtaktsmotorer. Maxhastigheten är omkring 140 km/h. Tidigare var beteckningen på den högsta klassen Formel A. 2007 beslöts dock att ersätta Formel A som kördes med 100 cc motorer med en ny klass med starkare motorer. 
Deltagande i KF1 är förenat med relativt höga kostnader. Ett ekipage i KF1-cirkusen kan få lägga omkring 100,000 dollar på ett år för att bekosta co-karten med motorer och däck, samt kostnader för träning och testning och resor mellan tävlingar. KF1
De tävlande i kartserien inleder vanligen med nationella tävlingar. Internationellt är ingågsklasserna KF3 och KF2 varifrån de främsta förarna kan få chansen att tävla i KF1. KF1 i sin tur kan vara en ingång till tävlande i andra bilsporter. De flesta som tävlar i Open-wheel racing som  Formel 1, Indycar eller lägre serier som Formel Ford eller Formel 3 har en bakgrund i karttävlingar. Exempelvis vann Lewis Hamilton mästerskapet i Formel A år 2000.  
I Sverige medverkar klassen bland annat i SM i karting.